# Semjon Konstantinovič Timošenko
Semjon Konstantinovič Timošenko (rusky: Семён Константинович Тимошенко; 6. únorajul./ 18. února 1895greg. – 31. března 1970) byl sovětský voják, maršál SSSR (od 1940) a dvojnásobný Hrdina SSSR.

## Život
Timošenko se narodil do ukrajinské rolnické rodiny ve vesnici Furmanivka u Oděsy v Budžaku. Svou vojenskou dráhu zahájil za 1. světové války jako kulometník, za chrabrost byl v carské armádě třikrát vyznamenán Řádem sv. Jiří. Roku 1918 se přihlásil do Rudé armády a v občanské válce a Rusko-polské válce sloužil v 1. jízdní armádě pod Buďonným, byl pětkrát raněn a opět obdržel tři vyznamenání.
V meziválečném období Timošenko získával vysoké vojenské vzdělání a stoupal v hodnostech. V letech 1937–1939 byl postupně velitelem vojsk Severokavkazského, Charkovského a Kyjevského vojenského okruhu. Při sovětském útoku na Polsko velel Ukrajinskému frontu. 7. ledna 1940 převzal velení nad sovětskými jednotkami, útočícími na Finsko, od Vorošilova. Pod jeho velením byla prolomena Mannerheimova linie, Finové byli přinuceni k ústupu a přijetí Moskevského míru. 7. května 1940 byl Semjon Konstantinovič Timošenko povýšen na Maršála Sovětského Svazu.
Krátce nato se stal lidovým komisařem obrany SSSR a stál před velkým úkolem – obnovit bojeschopnost Rudé armády po „reformách“ provedených Klimentem Vorošilovem. Tuto funkci držel i v okamžiku, kdy Německo zahájilo operaci Barbarossa. Ihned po vypuknutí války byl jmenován předsedou Stavky vrchního velení, ale již 19. července 1941 byl nahrazen Stalinem v této funkci i na postu lidového komisaře (ministra) obrany. Zůstal však členem Stavky, náměstkem lidového komisaře obrany a nově se stal velitelem Západního strategického směru. 13. září 1941 se přesunul na post velitele Jihozápadního směru, velel obraně Kyjeva a v listopadu 1941 jedné z prvních úspěšných protiofenzív u Rostova na Donu. Následně po zrušení velitelství směrů velel různým frontům. Zpočátku Jihozápadnímu, kde
se v květnu 1942 za podpory Stalina (i přes varování Žukova) pustil do ofenzívy, ale sovětská vojska ještě nebyla dobře připravena a utrpěla vážnou porážku v bitvě u Charkova. Ta nakonec skončila obklíčením sovětských vojsk a německým útokem na Stalingrad – kde Sovětům mj. dost pravděpodobně chybělo oněch 207 000 vojáků a 1300 tanků. Od července 1942 velel Stalingradskému a od října 1942 Severozápadnímu frontu. Od března 1943 až do konce války byl představitelem Stavky pro koordinaci frontů v různých operacích, většinou však spíše druhořadého charakteru. Největšího úspěchu dosáhl v Jasko-Kišiněvské operaci na konci srpna 1944. V průběhu války i po ní získal řadu čestných ocenění a postů.
Po válce opět velel různým vojenským okruhům a roku 1960 zakončil svou vojenskou dráhu na generálním inspektorátu Ministerstva obrany SSSR.